# Jon M. Huntsman Center
Das Jon M. Huntsman Center ist eine Mehrzweckhalle auf dem Campus der University of Utah in der US-amerikanischen Stadt Salt Lake City im Bundesstaat Utah.

## Geschichte
Der Kuppelbau wurde am 30. November 1969 nach rund zweijähriger Bauzeit eröffnet und bietet Platz für 15.000 Besucher. Damit ist sie die größte Sportarena in der Pacific-12 Conference. Der am 6. März 2015 bei einem Turnwettkampf erreichte Besucherrekord liegt bei 16.029 Zuschauern. Nach mehrfachen Modernisierungen verschiedener Teilbereiche, unter anderem der Installation eines neuen Bodenbelages sowie einer neuen Anzeigetafel und Videowand, erfolgte 2014 eine umfangreiche Renovierung. Benannt ist die Arena nach dem Industriellen Jon Huntsman senior, Vater des ehemaligen Gouverneurs von Utah Jon Huntsman junior.
Das Jon M. Huntsman Center ist seit der Eröffnung die Heimspielstätte der Teams der Utah Utes, der Sportabteilung der University of Utah, im Basketball (Männer und Frauen), im Geräteturnen (Frauen) sowie seit 2013 auch im Volleyball (Frauen). Es war außerdem 1979 Austragungsort der Final Four, 1971 und 1981 des Finals der Region West sowie 1984, 1985, 1987, 1988, 1989, 1990, 1991, 1993, 1995, 1997, 2000, 2003 and 2006 von Vorrundenspielen der NCAA Division I Basketball Championship der  National Collegiate Athletic Association (NCAA). Damit ist es die am dritthäufigsten für Spiele der NCAA-Landesmeisterschaft genutzte Arena. Neben Sportereignissen finden dort außerdem gelegentlich auch Konzerte statt.

## Galerie

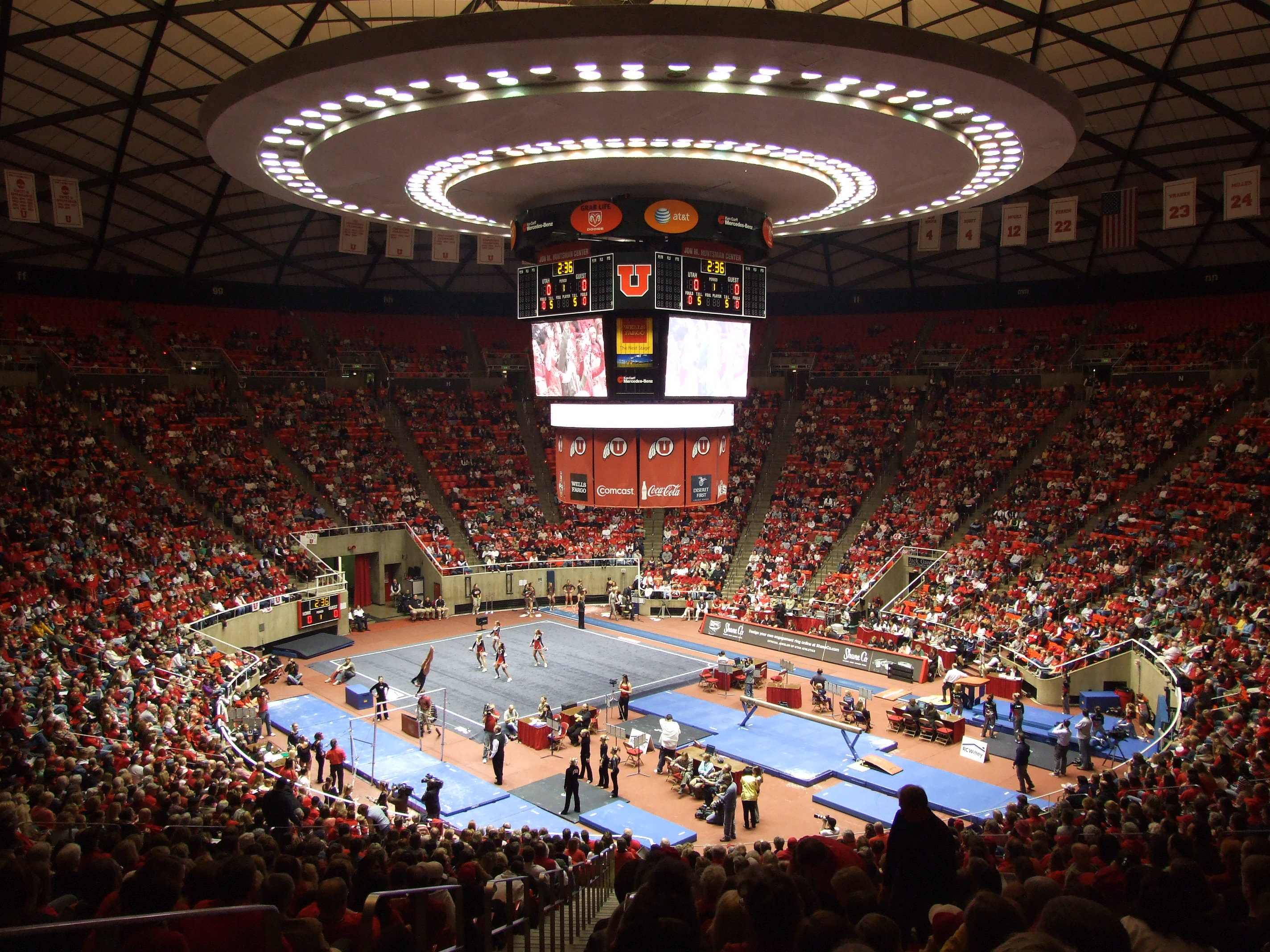
Innenansicht (2008)